# چیشووا
چیشووا (به لهستانی:  Cieszowa) یک روستا در لهستان است که در گمینا کوشنچین واقع شده‌است. چیشووا ۲۸۸ نفر جمعیت دارد.